# Pinakothek der Moderne
La Pinakothek der Moderne (également traduit en français par pinacothèque d'Art moderne) est un musée situé à Munich, dans le quartier de Maxvorstadt, ouvert depuis septembre 2002.
Quatre collections — peinture, architecture, graphisme et design — sont réunies sous son toit. Les galeries sont essentiellement consacrées à l'art du XXe et du XXIe siècle. La Pinakothek der Moderne forme avec la Alte Pinakothek (XIIIe au XVIIIe siècle) et la Neue Pinakothek (XVIIIe – XIXe siècle) un gigantesque complexe muséographique.
L'architecte munichois Stephan Braunfels (en) a dressé les plans de l'édifice de 22 000 m², qui, avec sa rotonde de verre et son toit en dents de scie, également en verre, mérite bien son nom de « cathédrale de lumière ».

## Collection
La collection d’art moderne de la Pinakothek der Moderne reprend exactement là où se termine la présentation de la collection de la Neue Pinakothek, à savoir avec l’art après environ l’année 1900. Avec un total de plus de 20 000 œuvres, c’est l’une des principales institutions internationales pour la peinture, la sculpture, la photographie et les nouveaux médias. Une sélection est présentée dans les 35 salles d'exposition.
On y trouve par exemple les célèbres Nature morte aux géraniums de Henri Matisse et Femme à la mandoline de Georges Braque, ainsi que des œuvres de Pablo Picasso, Fernand Léger, Juan Gris, Umberto Boccioni, Robert Delaunay, Joan Miró, René Magritte, Max Beckmann, Lyonel Feininger, Oskar Kokoschka, László Moholy-Nagy, Otto Dix, Max Ernst, Giorgio de Chirico, Salvador Dalí et Francis Bacon.
On y trouve aussi des œuvres de Die Brücke (littéralement « le pont »), un groupe d'artistes allemands expressionnistes formés à Dresde avec Ernst Ludwig Kirchner, Erich Heckel, Karl Schmidt-Rottluff et Emil Nolde, et œuvres de Der Blaue Reiter (« le Cavalier bleu »), un groupe d'artistes formé à partir de 1911 à Munich et dont les acteurs principaux sont Vassily Kandinsky, August Macke, Franz Marc et Paul Klee.
Les héritiers du collectionneur d'art juif Paul von Mendelssohn-Bartholdy (1875-1935) ont demandé la restitution de « Madame Soler » de Picasso, ce qui a donné lieu à un long et amer différend avec les collections de peinture de l'État de Bavière, qui ont acquis le tableau en novembre 1964 auprès de Justin Thannhauser par l'intermédiaire d'une société basée à Vaduz, au Liechtenstein,,.

### Quelques œuvres
- Bacon : Triptyque de la Crucifixion
- Braque : Femme à la mandoline
- De Chirico : Les Muses inquiétantes
- Dali : L'Énigme du désir ; L'Apothéose d'Homère
- Delaunay : L'Équipe de Cardiff
- Dix : Portrait du photographe Hugo Erfurt
- Ernst : Oiseaux, Poisson, Serpent ; L'Ange du Foyer
- García Sevilla : Tot 3
- Gris : La Bouteille de Bordeaux
- Kandinsky : Improvisation rêveuse
- Léger : Paysage n°2 ; Le Typographe
- Macke : Jeunes Filles sous les arbres
- Magritte : Les Exercices de l'acrobate ; La Clé des songes
- Franz Marc : Tyrol ; Le Mandrill
- Matisse: Nature morte aux géraniums
- Miro : Composition
- Picasso : Femme au violon ; Femme assise ; Madame Soler

### Collection d'art contemporain
La collection d'art contemporain comprend des tableaux de Lucio Fontana, Alberto Burri, Jannis Kounellis, Andy Warhol, Jasper Johns, Robert Rauschenberg, Robert Motherwell, Franz Kline, Antoni Tàpies, Cy Twombly, Willem de Kooning, George Segal, Richard Serra, Dan Flavin, Joseph Beuys, Blinky Palermo, Henry Moore, Marino Marini, Per Kirkeby, Georg Baselitz, Gerhard Richter, Sigmar Polke, Nam June Paik, Wolf Vostell et Bruce Nauman.

### Musée d'architecture
La collection comporte des plans, des esquisses, des photographies, des modèles et des animations informatiques du travail d'architectes notoires comme François de Cuvilliés, Balthasar Neumann, Gottfried Semper, Le Corbusier ou Günter Behnisch.